# Rolf Stout
Rolf Stout (Amsterdam, 20 september 1948) is een Nederlands belegger en was beheerder en directeur van het beleggingsfonds Fortis OBAM (nu BNP Paribas Obam) tot in het najaar van 2010. Stout gold in Europa als icoon binnen de effectenwereld.

## Loopbaan
Stout studeerde economie aan de Vrije Universiteit Amsterdam. Hij begon zijn loopbaan met een stage in 1972 bij Bank Mees & Hope en bleef er vervolgens werken als analist. Na de fusie tot MeesPierson kwam hij terecht op de afdeling vermogensbeheer. In 1990 werd hij aldaar fondsbeheerder van het Obam beleggingsfonds. Bij dit fonds is het kenmerkend dat één persoon de touwtjes in handen heeft.

## Prestaties
Stout wist in zijn werk over een lange periode de benchmark ruimte overtreffen. Hij was hiermee in Nederland ongeëvenaard. Na jarenlange outperformance eindigde het jaar 2008 voor Stout bijzonder slecht en hij verloor ruim ten opzichte van de benchmark. Na te zijn gestopt bij BNP Paribas Obam, trad Stout per 1 juli 2011 toe tot de Raad van Commissarissen van Obam.